# Circuit de Getxo 2015
La 70e édition du Circuit de Getxo a eu lieu le 31 juillet 2015. La course fait partie du calendrier UCI Europe Tour 2015 en catégorie 1.1.
L'épreuve a été remportée lors d'un sprint à trois, détachés du groupe principal lors du final, par le Français Nacer Bouhanni (Cofidis) devant les Espagnols Juan José Lobato (Movistar) et Carlos Barbero (Caja Rural-Seguros RGA).
Les Espagnols gagnent deux classements annexes avec Imanol Estévez (Murias Taldea) qui gagne celui de la montagne et Enrique Sanz (Movistar) pour celui du mailleur Basque. De plus le Botswanais Bernardo Ayuso (Inteja-MMR Dominican) remporte le classement du meilleur jeune et la formation espagnole Movistar finit meilleure équipe.

## Présentation

### Équipes
Classé en catégorie 1.1 de l'UCI Europe Tour, le Circuit de Getxo est par conséquent ouverte aux WorldTeams dans la limite de 50 % des équipes participantes, aux équipes continentales professionnelles, aux équipes continentales et aux équipes nationales.
Dix équipes participent à ce Circuit de Getxo - une WorldTeam, trois équipes continentales professionnelles et six équipes continentales :
| UCI WorldTeam   | UCI WorldTeam | UCI WorldTeam |
| Nom de l'équipe | Pays          | Code          |
| --------------- | ------------- | ------------- |
| Movistar        | Espagne       | MOV           |

| Équipes continentales professionnelles | Équipes continentales professionnelles | Équipes continentales professionnelles |
| Nom de l'équipe                        | Pays                                   | Code                                   |
| -------------------------------------- | -------------------------------------- | -------------------------------------- |
| Caja Rural-Seguros RGA                 | Espagne                                | CJR                                    |
| Cofidis                                | France                                 | COF                                    |
| RusVelo                                | Russie                                 | RVL                                    |

| Équipes continentales | Équipes continentales  | Équipes continentales |
| Nom de l'équipe       | Pays                   | Code                  |
| --------------------- | ---------------------- | --------------------- |
| Bike Aid              | Allemagne              | BAI                   |
| Burgos BH             | Espagne                | BUR                   |
| Inteja-MMR Dominican  | République dominicaine | DCT                   |
| Keith Mobel-Partizan  | Serbie                 | KMP                   |
| Murias Taldea         | Espagne                | MUR                   |
| Start-Massi           | Paraguay               | STF                   |

### Règlement de la course

#### Primes
Les vingt prix sont attribués suivant le barème de l'UCI,. Le total général des prix distribués est de 14 477 €.
| Position | 1er     | 2e      | 3e      | 4e    | 5e    | 6e    | 7e    | 8e    | 9e    | 10e à 20e |
| Prix     | 5 785 € | 2 895 € | 1 445 € | 715 € | 580 € | 433 € | 433 € | 287 € | 287 € | 147 €     |

## Classements

### Classement final
| Classement final | Classement final   | Classement final | Classement final       | Classement final  |
|                  | Coureur            | Pays             | Équipe                 | Temps             |
| ---------------- | ------------------ | ---------------- | ---------------------- | ----------------- |
| 1er              | Nacer Bouhanni     | France           | Cofidis                | en 4 h 2 min 41 s |
| 2e               | Juan José Lobato   | Espagne          | Movistar               | + 0 s             |
| 3e               | Carlos Barbero     | Espagne          | Caja Rural-Seguros RGA | + 0 s             |
| 4e               | José Joaquín Rojas | Espagne          | Movistar               | + 3 s             |
| 5e               | Roman Maikin       | Russie           | RusVelo                | + 3 s             |
| 6e               | Enrique Sanz       | Espagne          | Movistar               | + 5 s             |
| 7e               | Ángel Madrazo      | Espagne          | Caja Rural-Seguros RGA | + 5 s             |
| 8e               | Ibai Salas         | Espagne          | Burgos BH              | + 5 s             |
| 9e               | Egoitz García      | Espagne          | Murias Taldea          | + 5 s             |
| 10e              | Amets Txurruka     | Espagne          | Caja Rural-Seguros RGA | + 8 s             |
| modifier         |                    |                  |                        |                   |

### Classements annexes
| Classement de la montagne | Classement de la montagne | Classement de la montagne | Classement de la montagne | Classement de la montagne |
| ------------------------- | ------------------------- | ------------------------- | ------------------------- | ------------------------- |
|                           | Coureur                   | Pays                      | Équipe                    | Point(s)                  |
| 1er                       | Imanol Estévez            | Espagne                   | Murias Taldea             | 24 points                 |
| 2e                        | Pablo Torres              | Espagne                   | Burgos BH                 | 12 pts                    |
| 3e                        | Lluís Mas                 | Espagne                   | Caja Rural-Seguros RGA    | 12 pts                    |
| modifier                  |                           |                           |                           |                           |

| Classement du meilleur jeune | Classement du meilleur jeune | Classement du meilleur jeune | Classement du meilleur jeune | Classement du meilleur jeune |
|                              | Coureur                      | Pays                         | Équipe                       | Temps                        |
| ---------------------------- | ---------------------------- | ---------------------------- | ---------------------------- | ---------------------------- |
| 1er                          | Bernardo Ayuso               | Espagne                      | Inteja-MMR Dominican         | en 4 h 3 min 3 s             |
| 2e                           | Alex Aranburu                | Espagne                      | Murias Taldea                | + 2 s                        |
| 3e                           | Steven Calderón              | Colombie                     | Inteja-MMR Dominican         | + 2 s                        |
| modifier                     |                              |                              |                              |                              |

| Classement du meilleur Basque | Classement du meilleur Basque | Classement du meilleur Basque | Classement du meilleur Basque | Classement du meilleur Basque |
|                               | Coureur                       | Pays                          | Équipe                        | Temps                         |
| ----------------------------- | ----------------------------- | ----------------------------- | ----------------------------- | ----------------------------- |
| 1er                           | Enrique Sanz                  | Espagne                       | Movistar                      | en 4 h 2 min 46 s             |
| 2e                            | Ibai Salas                    | Espagne                       | Burgos BH                     | m.t                           |
| 3e                            | Egoitz García                 | Espagne                       | Murias Taldea                 | m.t                           |
| modifier                      |                               |                               |                               |                               |

| Classement par équipes | Classement par équipes | Classement par équipes | Classement par équipes |
|                        | Équipe                 | Pays                   | Temps                  |
| ---------------------- | ---------------------- | ---------------------- | ---------------------- |
| 1re                    | Movistar               | Espagne                | en 12 h 8 min 11 s     |
| 2e                     | Caja Rural-Seguros RGA | Espagne                | + 5 s                  |
| 3e                     | Burgos BH              | Espagne                | + 23 s                 |
| modifier               |                        |                        |                        |

### UCI Europe Tour
Ce Circuit de Getxo attribue des points pour l'UCI Europe Tour 2015, par équipes seulement aux coureurs des équipes continentales professionnelles et continentales, individuellement à tous les coureurs sauf ceux faisant partie d'une équipe ayant un label WorldTeam.
| Position,          | 1er | 2e | 3e | 4e | 5e | 6e | 7e | 8e | 9e | 10e | 11e | 12e |
| Classement général | 80  | 56 | 32 | 24 | 20 | 16 | 12 | 8  | 7  | 6   | 5   | 3   |

## Liste des participants
- Liste de départ complète

| Légende | Légende                                                                    | Légende | Légende                                                    |
| ------- | -------------------------------------------------------------------------- | ------- | ---------------------------------------------------------- |
| Num     | Dossard de départ porté par le coureur sur ce Circuit de Getxo             | Pos     | Position à l'arrivée de la course                          |
|         | Indique un maillot de champion national ou mondial, suivi de sa spécialité | NP      | Indique un coureur qui n'a pas pris le départ de la course |
| AB      | Indique un coureur qui n'a pas terminé la course                           | HD      | Indique un coureur qui a terminé la course hors des délais |

| -                     | -       | -   |
| --------------------- | ------- | --- |
| Num                   | Coureur | Pos |
| 1                     |         |     |
| 2                     |         |     |
| 3                     |         |     |
| 4                     |         |     |
| 5                     |         |     |
| 6                     |         |     |
| 7                     |         |     |
| 8                     |         |     |
| 9                     |         |     |
| 10                    |         |     |
| Directeur sportif : - |         |     |

| Caja Rural-Seguros RGA CJR             | Caja Rural-Seguros RGA CJR | Caja Rural-Seguros RGA CJR |
| -------------------------------------- | -------------------------- | -------------------------- |
| Num                                    | Coureur                    | Pos                        |
| 11                                     | Carlos Barbero (ESP)       | 3e                         |
| 12                                     | Amets Txurruka (ESP)       | 10e                        |
| 13                                     | Peio Bilbao (ESP)          | 11e                        |
| 14                                     | Omar Fraile (ESP)          | 55e                        |
| 15                                     | Lluís Mas (ESP)            | 53e                        |
| 16                                     | Ángel Madrazo (ESP)        | 7e                         |
| 17                                     | David Arroyo (ESP)         | 54e                        |
| 18                                     | Javier Aramendia (ESP)     | 29e                        |
| 19                                     | Miguel Ángel Benito (ESP)  | 28e                        |
| 20                                     |                            |                            |
| Directeur sportif : Eugenio Goikoetxea |                            |                            |

| RusVelo RVL                        | RusVelo RVL               | RusVelo RVL |
| ---------------------------------- | ------------------------- | ----------- |
| Num                                | Coureur                   | Pos         |
| 21                                 | Sergey Firsanov (RUS)     | 47e         |
| 22                                 | Ivan Balykin (RUS)        | 48e         |
| 23                                 | Igor Boev (RUS)           | 38e         |
| 24                                 | Roman Maikin (RUS)        | 5e          |
| 25                                 | Andrey Solomennikov (RUS) | 61e         |
| 26                                 | Kirill Pozdnyakov (RUS)   | 35e         |
| 27                                 | Alexander Rybakov (RUS)   | 39e         |
| 28                                 | Alexander Foliforov (RUS) | AB          |
| 29                                 |                           |             |
| 30                                 |                           |             |
| Directeur sportif : Serhiy Honchar |                           |             |

| Start-Massi STF                     | Start-Massi STF       | Start-Massi STF |
| ----------------------------------- | --------------------- | --------------- |
| Num                                 | Coureur               | Pos             |
| 31                                  | Rubén Caseny (ESP)    | 37e             |
| 32                                  | Marc Vilanova (ESP)   | 63e             |
| 33                                  | Axel Costa (ESP)      | 26e             |
| 34                                  | Andreas Keuser (GER)  | 67e             |
| 35                                  | Žolt Der (HUN)        | 17e             |
| 36                                  | Jeison Prada (COL)    | AB              |
| 37                                  | Daniel Quicibal (GUA) | AB              |
| 38                                  |                       |                 |
| 39                                  |                       |                 |
| 40                                  |                       |                 |
| Directeur sportif : Mauricio Frazer |                       |                 |

| Cofidis COF                         | Cofidis COF               | Cofidis COF |
| ----------------------------------- | ------------------------- | ----------- |
| Num                                 | Coureur                   | Pos         |
| 41                                  | Nacer Bouhanni (FRA)      | 1er         |
| 42                                  | Yoann Bagot (FRA)         | AB          |
| 43                                  | Loïc Chetout (FRA)        | 57e         |
| 44                                  | Gert Jõeäär (EST) (Route) | 42e         |
| 45                                  | Dominique Rollin (CAN)    | 49e         |
| 46                                  | Michael Van Staeyen (BEL) | 50e         |
| 47                                  | Rudy Molard (FRA)         | AB          |
| 48                                  | Louis Verhelst (BEL)      | 62e         |
| 49                                  | Anthony Turgis (FRA)      | 30e         |
| 50                                  |                           |             |
| Directeur sportif : Jacques Decrion |                           |             |

| Bike Aid BAI                  | Bike Aid BAI            | Bike Aid BAI |
| ----------------------------- | ----------------------- | ------------ |
| Num                           | Coureur                 | Pos          |
| 51                            | Mekseb Debesay (ERI)    | 16e          |
| 52                            | Nikodemus Holler (GER)  | 15e          |
| 53                            | Daniel Bichlmann (GER)  | 25e          |
| 54                            | Kyle Buckosky (CAN)     | 64e          |
| 55                            | Matthias Schnapka (GER) | AB           |
| 56                            | Fabian Fritz (GER)      | AB           |
| 57                            |                         |              |
| 58                            |                         |              |
| 59                            |                         |              |
| 60                            |                         |              |
| Directeur sportif : Yves Beau |                         |              |

| Movistar MOV                            | Movistar MOV                  | Movistar MOV |
| --------------------------------------- | ----------------------------- | ------------ |
| Num                                     | Coureur                       | Pos          |
| 61                                      | Juan José Lobato (ESP)        | 2e           |
| 62                                      | Igor Antón (ESP)              | 60e          |
| 63                                      | Beñat Intxausti (ESP)         | 59e          |
| 64                                      | Ion Izagirre (ESP)            | 45e          |
| 65                                      | José Joaquín Rojas (ESP)      | 4e           |
| 66                                      | Javier Moreno (ESP)           | 56e          |
| 67                                      | Rory Sutherland (AUS)         | 27e          |
| 68                                      | Giovanni Visconti (ITA)       | 36e          |
| 69                                      | Rubén Fernández Andújar (ESP) | 69e          |
| 70                                      | Enrique Sanz (ESP)            | 6e           |
| Directeur sportif : José Luis Jaimerena |                               |              |

| Burgos BH BUR                              | Burgos BH BUR             | Burgos BH BUR |
| ------------------------------------------ | ------------------------- | ------------- |
| Num                                        | Coureur                   | Pos           |
| 71                                         | David Belda (ESP)         | 14e           |
| 72                                         | Víctor Martín (ESP)       | 33e           |
| 73                                         | Jesús del Pino (ESP)      | 19e           |
| 74                                         | Arnau Solé (ESP)          | 23e           |
| 75                                         | Ibai Salas (ESP)          | 8e            |
| 76                                         | Pablo Torres (ESP)        | 51e           |
| 77                                         | Igor Merino (ESP)         | 34e           |
| 78                                         | Juan Carlos Riutort (ESP) | 12e           |
| 79                                         | Álvaro Robredo (ESP)      | AB            |
| 80                                         | Sebastián Mascaro (ESP)   | AB            |
| Directeur sportif : Julio Andrés Izquierdo |                           |               |

| Keith Mobel-Partizan KMP          | Keith Mobel-Partizan KMP          | Keith Mobel-Partizan KMP |
| --------------------------------- | --------------------------------- | ------------------------ |
| Num                               | Coureur                           | Pos                      |
| 81                                | José Manuel Cayuela (ESP)         | 68e                      |
| 82                                |                                   |                          |
| 83                                |                                   |                          |
| 84                                | Juan Carlos Ramírez Navarro (ESP) | AB                       |
| 85                                | Juan Jesús Martínez (ESP)         | AB                       |
| 86                                | Javier Valero (ESP)               | 66e                      |
| 87                                | Carlos Lorente (ESP)              | 24e                      |
| 88                                | Juan Jesús Mata (ESP)             | AB                       |
| 89                                |                                   |                          |
| 90                                |                                   |                          |
| Directeur sportif : Javier Chacón |                                   |                          |

| -                     | -       | -   |
| --------------------- | ------- | --- |
| Num                   | Coureur | Pos |
| 91                    |         |     |
| 92                    |         |     |
| 93                    |         |     |
| 94                    |         |     |
| 95                    |         |     |
| 96                    |         |     |
| 97                    |         |     |
| 98                    |         |     |
| 99                    |         |     |
| 100                   |         |     |
| Directeur sportif : - |         |     |

| Inteja-MMR Dominican DCT             | Inteja-MMR Dominican DCT     | Inteja-MMR Dominican DCT |
| ------------------------------------ | ---------------------------- | ------------------------ |
| Num                                  | Coureur                      | Pos                      |
| 101                                  | David López Gómez (ESP)      | 32e                      |
| 102                                  | Steven Calderón (COL)        | 22e                      |
| 103                                  | Joaquín Sobrino (ESP)        | 43e                      |
| 104                                  | Rubén Menéndez (ESP)         | 44e                      |
| 105                                  | Bernardo Ayuso (BOT) (Route) | 18e                      |
| 106                                  |                              |                          |
| 107                                  |                              |                          |
| 108                                  |                              |                          |
| 109                                  |                              |                          |
| 110                                  |                              |                          |
| Directeur sportif : Adrián Palomares |                              |                          |

| Murias Taldea MUR                 | Murias Taldea MUR        | Murias Taldea MUR |
| --------------------------------- | ------------------------ | ----------------- |
| Num                               | Coureur                  | Pos               |
| 111                               | Aritz Bagües (ESP)       | 13e               |
| 112                               | Garikoitz Bravo (ESP)    | 41e               |
| 113                               | Mikel Bizkarra (ESP)     | 31e               |
| 114                               | Imanol Estévez (ESP)     | 46e               |
| 115                               | Egoitz García (ESP)      | 9e                |
| 116                               | Jon Ander Insausti (ESP) | 52e               |
| 117                               | Adrián González (ESP)    | 40e               |
| 118                               | Beñat Txoperena (ESP)    | 21e               |
| 119                               | Eneko Lizarralde (ESP)   | 65e               |
| 120                               | Alex Aranburu (ESP)      | 20e               |
| Directeur sportif : Jon Odriozola |                          |                   |